# Te Deum (Berlioz)
Das Te Deum op. 22 des französischen Komponisten Hector Berlioz entstand 1848 und wurde ursprünglich anlässlich der Thronbesteigung Napoléon III. komponiert. Die Uraufführung mit 900 Mitwirkenden fand 1855 in der Kirche St-Eustache zur Eröffnung der Pariser Weltausstellung statt.

## Besetzung
Tenor, Knabenchor, 2 gemischte Chöre, Orgel und Orchester.
Orchesterbesetzung:
2 Flöten, 1 Piccolo
2 Oben
2 Klarinetten
4 Fagotte
4 Hörner
2 Trompeten, 2 Kornette
2× Posaunen 1, 2× Posaunen 2, 2× Posaunen 3
2 Tuben
Harfe (nur für den Marsch)
Orgel
Violinen
Violen
Violoncelli
Bässe

## Aufbau
1. Te Deum (Hymne)
2. Tibi omnes (Hymne)
3. Prélude (für Orchester)
4. Dignare (Gebet)
5. Christe, Rex gloriae (Hymne)
6. Te ergo quaesumus (Gebet)
7. Judex crederis (Hymne und Gebet)
8. Appendix: Marche pour la présentation des drapeaux (für Orchester)